# Roberto Angulo
Roberto Angulo (* Eloy Alfaro, 31 de octubre de 1982). es un futbolista ecuatoriano que juega de defensa en el Guayas Fútbol Club de la Segunda Categoría de Ecuador.

## Clubes
| Club                 | País    | Año       |
| -------------------- | ------- | --------- |
| UDJ Quinidé          | Ecuador | 2001-2002 |
| Brasilia             | Ecuador | 2002-2003 |
| Ciudad de Pedernales | Ecuador | 2003-2004 |
| UDJ Quinidé          | Ecuador | 2006      |
| ESPOL                | Ecuador | 2007-2008 |
| River Ecuador        | Ecuador | 2009      |
| Ciudad de Pedernales | Ecuador | 2010-2011 |
| Grecia de Chone      | Ecuador | 2011-2012 |
| Espoli               | Ecuador | 2013      |
| Delfín SC            | Ecuador | 2014      |
| Ciudad de Pedernales | Ecuador | 2015      |
| Guayas Fútbol Club   | Ecuador | 2016      |